# Kamp Kremboong
Kamp Kremboong, gelegen bij de kruising van Kremboong met de Kerkweg ten noorden van Tiendeveen, was een werkkamp in 1941 gebouwd in het kader van de Rijksdienst voor de Werkverruiming.

## Inrichting
Kamp Kremboong bood plaats aan 240 personen. Er stonden houten barakken met woongelegenheid voor acht personen. Daarin bevond zich een slaapzaal met acht houten stapelbedden en een woonkamer. Op de bedden lagen een strozak en drie dekens. In de woonkamer waren een tafel, acht stoelen en kasten en een kachel aanwezig. De barakken, keuken, kokswoning en kantine stonden rond een veld.

## Joodse periode
Vanaf januari 1942 wordt het kamp enkel nog door Joden bewoond. De eersten waren uit Amsterdam afkomstig. Zij moesten vanaf station Hoogeveen naar het kamp lopen. Het kamp werd beheerd door een kok. Deze wordt omschreven als erg soepel ten aanzien van de regels. De bewoners werden onder toezicht van de Heide Mij ingezet bij de ontginning van heidevelden. Het dagrantsoen bestond uit waterige pap en een paar sneetjes brood. De Joden vulden dit aan door voedsel bij de omringende boeren te kopen. In het kamp was een toneel- en een turnvereniging. Er was een band: 'De Kramboong Boys'. Medio juli groeide de bevolking tot haar maximale omvang doordat Joden uit andere kampen naar kamp Kremboong werden gebracht. Eind juli zijn de bewoners van het kamp naar kamp Westerbork getransporteerd. Meer dan tien bewoners, waaronder Ies Jacobs en vermoedelijk Maurice Schellekes, zijn de nacht voor het transport gevlucht en ondergedoken. Waarschijnlijk is het kamp daarna niet meer gebruikt in de oorlogsjaren.

## Na de oorlog
Na de oorlog werden de barakken gebruikt als noodwoningen. Momenteel is er akkerland op de plek waar het kamp stond. Op 23 april 2009 werd door Ies Jacobs, overlevende, bij de plek van het voormalige kamp een steen ter nagedachtenis van de Joodse werkers onthuld. Dit monument is geadopteerd door de J.C. Rahderschool in Tiendeveen.